# Charles François Gelot
Charles François Gelot est un homme politique français né à une date inconnue et mort le 14 mai 1822 à Paris.

## Biographie
Administrateur du département, il est député de la Côte-d'Or de 1791 à 1792.

## Sources
- « Charles François Gelot », dans Adolphe Robert et Gaston Cougny, Dictionnaire des parlementaires français, Edgar Bourloton, 1889-1891 [détail de l’édition]